# آرتور کریستنسن
آرتور امانوئل کریستنسن (به دانمارکی: Arthur Emanuel Christensen) (زادهٔ ۹ ژانویهٔ ۱۸۷۵ در کپنهاگ – درگذشتهٔ ۳۱ مارس ۱۹۴۵ در کپنهاگ) ایران‌شناس، لغت‌شناس و پژوهشگر فرهنگ اهل دانمارک بود که عموماً در کپنهاگ سکونت داشت.

## زندگی
آرتور کریستن سن در ۹ ژانویه ۱۸۷۵ میلادی در کپنهاگ متولد شد. وی تنها فرزند خانواده بود، پدرش در پستخانه مدیر اداری بود و مادرش خانه‌دار. در انشایی که در سیزده سالگی در مدرسه نوشت آرزو کرد که زبان‌شناس شود و خواندن هزار و یک شب در ایام کودکی باعث شد تا به مطالعات زبان‌شناسی و شرق‌شناسی علاقه‌مند شود. در سال ۱۸۹۳ امتحانات دبیرستانی خود را گذراند و در حالی که خانواده‌اش علاقه داشتند که او در رشتهٔ حقوق تحصیل کند، اما یکی از دوستان پدرش آنها را متقاعد کرد تا وی به دنبال علاقه‌اش برود و همین امر باعث شد تا او وارد دانشگاه کپنهاگ شود و به مطالعهٔ فرانسوی، تاریخ و لاتین بپردازد.
او در سال‌های پس از ۱۹۰۳ به عنوان معلم و روزنامه‌نگار (متخصص در سیاست خارجی) امرار معاش می‌کرد و در سال ۱۹۱۶ با همسر خود ازدواج کرد و فرزندی نداشتند. او در سال ۱۹۱۹ به سمت استادی زبان‌شناسی ایرانی در دانشگاه کپنهاگ رسید و تا پایان عمر این سمت را برعهده داشت. کریستنسن در ۳۱ مارس ۱۹۴۵ در سن ۷۰ سالگی درگذشت و بنا به وصیتش، کتابخانه‌اش به دانشگاه کپنهاگ واگذار شد و پس از درگذشت همسرش نیز همهٔ اموالش در اختیار دانشگاه قرار گرفت تا صرف کارهای فرهنگی و احتمالاً مطالعات ایران‌شناسی شود.

## زندگی حرفه‌ای
کریستنسن در سال ۱۹۰۰ از دانشگاه کپنهاگ مدرک کارشناسی ارشد خود را در فرانسوی، تاریخ و لاتین دریافت کرد و همچنین زبان‌های فارسی و عربی را نزد آگوست فردیناند مهرن، اوستایی را نزد ادوارد لمان، سانسکریت را نزد ویگو فاوسبول، و ترکی را نزد یوهانس استروپ آموخت.
حتی پیش از اخذ مدرکش، در سن ۲۳ سالگی مقاله‌ای تحت عنوان «رستم، پهلوان ملی ایران» (۱۸۹۸) را منتشر کرد و پس از آن مقالهٔ «افسانه‌ها و روایات در ادبیات فارسی» (۱۸۹۹) را انتشار داد.
وی برای تز دکترای خود، کار بر روی خیام را برگزید و به واسطهٔ بورسی که دولت فرانسه در اختیارش گذاشته بود، برای بررسی نسخه‌های خطی رباعیات خیام به لندن و پاریس رفت و در ۱۹۰۲ به برلین رفت و در کنفرانسی با فریدریش کارل آندرئاس آشنا شد و نزد او به تحصیل پرداخت و متعاقباً در گوتینگن، جایی که یولیوس ولهاوزن، محقق عهد عتیق در آنجا بود دورانی به جهت تحصیل گذراند.
او در سال ۱۹۰۳ از پایان‌نامهٔ دکتری‌اش که دربارهٔ خیام بود با درجهٔ ممتاز دفاع کرد. او در این پایان‌نامه صحت انتساب بسیاری از رباعیات را به خیام مورد بحث و تجزیه و تحلیل قرار داد. قدیمی‌ترین نسخه‌ای که در آن زمان از رباعیات خیام در اروپا در دست بود شامل ۱۵۸ رباعی می‌شد حال آنکه نسخ متأخر بین ۷۰۰ تا ۸۰۰ رباعی داشتند. کریستنسن به تجزیه و تحلیل رباعی‌ها از لحاظ روان‌شناسی پرداخت و بر این مبنا در سال ۱۹۰۴ رسالهٔ خود را با تجدید نظر به زبان فرانسوی مـنتشر کرد. اما بدین قانع نشد و دنبالهٔ مطالعات را برای تشخیص رباعیات اصیل خیام از آنچه بدو منتسب است ادامه داد تا آنکه در سال ۱۹۲۷ کتاب دیگری بنام نقد بر رباعیات عمر خیام منتشر ساخت. در این کتاب جدید، وی طریق دیگری برای تشخیص صحت رباعیات خیام ارائه نمود. بدین ترتیب که رباعیات نسخ و دست‌نوشته‌های قدیمی را بدون توجه به ترتیب رباعی در گروه‌های مستقل و در عین حال مشترک با هم تقسیم کرد و رباعی‌هایی را که در گروه‌های مختلف تکرار می‌شدند حذف نمود و به این ترتیب موفق شد ۱۲۱ رباعی که احتمال اصالت و انتساب آنها به خیام بیشتر از بقیهٔ رباعیات بود را انتخاب کند. او همزمان با مطالعه بر روی این رباعیات موفق به انتشار مقالات متعددی در زمینهٔ ادبیات و فرهنگ ایران شد و در سال ۱۹۰۶ کتاب شعرا و فلاسفه اسلامی را که تحقیقی در احوال و آثار ابوالعلاء معری، ابن سینا، ناصرخسرو و سعدی بود منتشر کرد.
با ترجمه‌ای که نولدکه از تاریخ طبری بعمل آورد توجه کریستنسن به مطالعه دربارهٔ ایران قرون وسطی و تاریخ زمان ساسانیان جلب شد. از آنجا که از عهد ساسانیان مدارک و مآخذی بجا نمانده بود، کریستنسن اساس مطالعات خود را بر اقوال مورخین ایرانی و عرب و متون پهلوی قرار داد. در سال ۱۹۰۷ رساله‌ای تحت عنوان رمان بهرام چوبینه منتشر کرد؛ در این رساله وی با استفاده از شاهنامه و سایر مآخذ بعد از اسلام، تمامی داستان بهرام چوبین رئیس خانوادهٔ مهران را که به مخالفت با پادشاه زمان برخاسته بود بنا کرد و در آن نحوهٔ زندگی و آداب خانواده‌های اشرافی ایران قرون وسطی را بررسی و تحقیق نمود در همان سال نتیجهٔ تحقیقات وسیع و جامع خود را در مورد ساسانیان طی کتابی بنام امپراتوری ساسانیان، مردم، حکومت، و دربار انتشار دارد. این کتاب در محافل ایران‌شناسی آن روز با استقبال فراوان روبرو شد در سال ۱۹۲۵ با مطالعهٔ دقیق و گستردهٔ سنن و روایات تاریخی وی کتاب دیگری دربارهٔ زندگانی قباد ول پادشاه ساسانی و رابطهٔ او با مزدک منتشر ساخت.
کریستنسن سه بار در سالهای ۱۹۱۴، ۱۹۲۹، و ۱۹۳۴ به ایران سفر کرد و پس از هر سفر، برداشت خود از مردم، فرهنگ آنها و محیط طبیعی را گزارش کرد. در کتاب فراسوی دریای خزر (۱۹۱۸) که سفرنامهٔ او به ایران و آسیای مرکزی است، از اندیشه‌های لیبرال دفاع کرده و فصلی را به ستایش از آیین بهایی اختصاص داد. در ایران قدیم و جدید (۱۹۳۰) رضاشاه را برای اطلاحات و توسعه ستایش می‌کند و در طرح‌های فرهنگی ایران (۱۹۳۷) که به زبان دانمارکی است، به بررسی آثار محمدعلی جمال‌زاده پرداخت.
در اوایل سال ۱۹۰۷، کریستنسن اولین نسخه از آنچه را که قرار بود به عنوان کار بزرگ او شناخته شود، منتشر کرد. این اثر بازسازی کاملی از تاریخ، ساختار اجتماعی و دربار ایران ساسانی است که به زبان فرانسوی نوشته شد و در ایران نیز تحت عنوان وضع ملت و دولت و دربار در دوره شاهنشاهی ساسانیان توسط مجتبی مینوی به فارسی ترجمه شد. او متعاقباً این اثر را مورد بازبینی قرار داد و با گسترش آن، اثر تازه‌ای تحت عنوان ایران در زمان ساسانیان را در ۱۹۳۶ منتشر کرد که این اثر همچنان یک کتاب مرجع در مطالعات تاریخ ساسانی محسوب می‌شود.
کریستنسن در سال ۱۹۴۰ به عنوان یکی از اعضای آکادمی علوم گوتینگن انتخاب شد.

## آثار
- تاریخ سلطنت قباد و ظهور مزدک – ترجمه نصرالله فلسفی، تهران، ۱۳۰۹ش
- داستان بزرجمهر حکیم- ترجمه عبدالحسین میکده، تهران، ۱۳۱۳ش ضمیمه مجله مهر. مشتمل بر تحقیق دربارهٔ وجود تاریخی یا افسانه ای بزرگمهر
- وضع ملت و دولت و دربار در دوره شاهنشاهی ساسانیان-ترجمه و تحریر مجتبی مینوی، چاپ اول، تهران ۱۳۱۴ش. این ترجمه نسبت به متن نخستین چاپ فرانسه تفاوت‌های گاه اساسی دارد؛ زیرا کریستِن سِن ضمن صدور اجازه ترجمه کتاب به فارسی، نسخه ای از آن را با اصلاحات و حذف و اضافات مهم برای مینوی فرستاد و متن فارسی مبتنی بر همین نسخه است. به نظر می‌رسد که همین کتاب اساس تحقیقات گسترده‌تر کریستن سن در همین موضوع شد و کتاب ایران در زمان ساسانیان محصول همین تحقیقات است
- ایران در زمان ساسانیان- ترجمه رشید یاسمی، چاپ اول، تهران، ۱۳۱۷ ش، یکی از برجسته‌ترین آثار کریستن سن. چاپ دوم مشتمل است بر اضافات و تجدید نظر کلی که کریستن سن در چاپ ۱۹۴۴م خود اعمال کرده بود. این اضافات و تحقیقات جدید به ترجمه منوچهر امیر مکری بر متن فارسی رشید یاسمی افزوده و در ۱۳۳۲ منتشر شد. کریستن سن در این اثر ممتاز با تحقیق در منابع ایرانی و عربی و یونانی و سریانی و ارمنی و تحقیقات جدید ایران‌شناسان، بسیاری از زوایای تاریک فرهنگ و تمدن عصر ساسانی را روشن گردانیده است و افق‌های نو و راه‌های جدید در برابر محققان گشوده است.
- مزدا پرستی در ایران قدیم – ترجمه ذبیح‌الله صفا، مرکب از دو مقاله کریستن‌سن: یکی «ملاحظاتی دربارهٔ قدیمترین عهود آئین زردشتی» که در ۱۳۲۶ش در تهران، ودیگری ت «حقیقات در باب کیش زردشتی ایران باستانی در فلورانس» ترجمه شد و هردو با عنوان مزدا پرستی در ایران قدیم در ۱۳۳۶ش در تهران به چاپ رسید.
- کیانیان- ترجمه ذبیح‌الله صفا، چاپ اول تهران، ۱۳۳۶ش. از آثار مهم کریستن سن به زبان فرانسه که مشتمل است بر تحقیق دربارهٔ کیانیان در روایات ملی و دینی ایرانیان، و مخصوصاً اثبات این نکته که اینان ارتباطی با هخامنشیان ندارند و از امرای محلی شرق ایران بوده‌اند.
- کارنامه شاهان در روایات ایران باستان- ترجمه باقر امیرخانی و بهمن سرکاراتی، دانشگاه تبریز، ۱۳۵۰ش. این کتاب همان‌طور که کریستن سن خود تصریح کرده است با کتاب حماسه پهلوانی و ادبیات داستانی ایرانیان باستان مرتبط است.
- آفرینش زیانکار در اساطیر ایرانی- ترجمه احمد طباطبایی، تبریز، ۱۳۵۵ش
- گویش گیلکی در رشت- اول بار به قلم دکتر صادق کیا و همکاری فرانک ادیبی ترجمه و به صورت پلی کپی، بدون ذکر تاریخ در چند نسخه تکثیر شد. سپس در ۱۳۷۴ش، به قلم و شرح جعفر خمامی زاده در تهران به چاپ رسید. کتاب مشتمل بر توصیف ساختمان دستوری گویش گیلکی، متن‌هایی از این زبان و چند شعر و داستان، و فهرستی از واژه‌های گیلکی است.
- بررسی انتقادی رباعیات خیام – ترجمه فریدون بدره ای، تهران، ۱۳۷۴ش
- نمونه‌های نخستین انسان و نخستین شهریار – ترجمه و تحقیق به قلم ژاله آموزگار و احمد تفضلی، جلد اول، تهران، ۱۳۶۴ش، جلد دوم، تهران، ۱۳۶۸ش. از برجسته‌ترین آثار کریستن سن و مشتمل بر تحقیق در روایات ایرانی مربوط به گیومرث، نمونه نخستین انسان، مش و مشیانه، نخستین جفت انسان، افسانه‌های مربوط به هوشنگ و تهمورث و جمشید.
- فراسوی دریای خزر، سفرنامه کریستن سن به ایران و آسیای مرکزی، ترجمه منیژه احدزادگان و علی آلفونه، تهران، ۱۳۸۵ش
- بهرام چوبین، ترجمه همو، تهران، ۱۳۸۵ش
- افسانه‌های ایرانیان، ترجمه امیر حسین اکبری شالچی، تهران، ۱۳۸۶ش
- کاوه آهنگر و درفش کاویانی، ترجمه منیژه احد زادگان آهنی، تهران، ۱۳۸۷ش
- گویش سمنان – ترجمه احسان ابراهیمیان، و ویرایش و حواشی حمید رضا حسن‌زاده توکلی، سمنان، ۱۳۸۹ش. این اثر که در ۱۹۱۵م در کپنهاگ منتشر شده است، نخستین اثر کریستن سن دربارهٔ گویش‌های ایرانی است. چند صفحه از این رساله را محمد جعفر محجوب در ۱۳۳۶ش ترجمه و در مجله یغما چاپ کرده بوده است.
- شاعران و متفکران اسلامی، ترجمه سعید سهیلی، انتشارات پرسش آبادان ۱۳۹۶، و انتشارات فروغ/ آلمان ۱۳۹۲.
- ایران کهن و ایران نو (سفرنامه کریستین سن به ایران) ترجمه سعید سهیلی
- ایران در زمان سامانیان، کریستین‌سن، ترجمه سعید سهیلی
- رساله شعر درباری و دربارهای شعر، کریستین سن، ترجمه سعید سهیلی